# Cerknica
Cerknica là một khu tự quản (tiếng Slovenia: občine, số ít – občina) trong vùng Notranjsko-kraška của Slovenia. Cerknica có diện tích 241.3 km2, dân số là theo điều tra ngày 31 tháng 3 năm 2002 là 10284 người. Thủ phủ khu tự quản Cerknica đóng tại Cerknica.